# Рамоцва
Рамоцва або Рамоуца (англ. Ramotswa) — населений пункт сільського типу в Південно-східному окрузі Ботсвани. Розташовується на південь від столиці країни, міста Габороне.

## Економіка та політика
Основною діяльністю в Рамоцва є виробництво пшеничного борошна. Також виробляються вироби з металу. Клімат напівпустельний, поширені савани. Тільки п'ята частина земель придатна для сільського господарства, однак чисельність великої рогатої худоби, овець та кіз дуже велика.
Кгозі Моцаді Себоко — перша жінка, що стала верховним вождем Рамоцви. Себоко взяла на себе роль вождя містечка і представника Будинки Вождів після смерті брата Кгозі Себоко II в 2000 році. Її досягнення були сприйняті як перемога над пригніченням прав жінок в Південній Африці.

## Населення
За даними перепису 2011 року населення села складає 28 952 осіб. Є племінною столицею балете, невеликої етнічної групи, що відокремилася від племені нгуні.
Динаміка чисельності населення села за роками:
| 1981   | 1991   | 2001   | 2011   | 2013   |
| ------ | ------ | ------ | ------ | ------ |
| 13 009 | 18 683 | 20 680 | 27 760 | 29 074 |